# منبع‌شناسی تاریخ افشاری و زندی
از جدی‌ترین مشکلاتِ مطرح‌شده دربارهٔ دورهٔ افشاری و زندی، نبودِ منبعِ کافی به‌نسبتِ تعدادِ منابع در دویست سالِ پیش از سقوطِ صفویه یا اطلاعاتِ فراوانِ موجود دربارهٔ سدهٔ نوزدهم میلادی است. در روندِ پیش از سقوطِ قطعیِ اصفهان، منابعِ بومیِ فارسی‌زبانِ نسبتاً اندکی به‌ویژه دربارهٔ اواسط تا اواخرِ سدهٔ هجدهم میلادی موجود است. برای دورهٔ پس از سرنگونیِ صفویه، آثارِ مهمِ گوناگونی از حزین لاهیجی، بِدایَةُالْاَخبار اثر عبدُالنَّبی شیخ‌ُالْاسلام بهبهانی دربارهٔ وقایعِ بهبهان و پیرامونش، و مِرآتِ وارداتِ محمد شفیع تهرانی دربارهٔ منطقهٔ سیستان گزارش شده‌است. سلطنتِ نادرشاه سببِ پیدایشِ وقایع‌نگاری‌های گوناگونی شد که بیشترشان بر مدارِ او و برای جلال و شکوهِ بیشترش نوشته شده‌اند، مانند تاریخِ عالَم‌آرای نادری و تاریخِ جهانگشای نادری. این‌دست آثار اطلاعاتِ مفیدی را ارائه می‌دهند، حتی اگر دربردارندهٔ مبالغه و اغراقِ شدیدی باشند. دیگر وقایع‌نگاری‌های آموزنده، که دورهٔ بعد از قتلِ نادر و ظهورِ حکومتِ زندیان را دربرمی‌گیرد، شاملِ مُجمَلُ التَّواریخ، تاریخِ گیتی‌گُشا و تاریخ محمدی است. نیز منابعِ رواییِ بسیار جالبی دردست است، مانند دفترِ خاطراتِ میرزا محمد کلانترِ فارس، که شیوهٔ گذشته‌نگر دارند و ترکیبی سرگرم‌کننده از واقعیت و داستان‌هایی معروف به رُستم‌ُالتَّواریخ اثرِ رُستم‌ُالْحُکَماست.
گزارش‌های خارجی ‌به‌طور نامتناسب و ناموزون توزیع شده‌اند که در تکمیلِ منابعِ فارسی‌زبان در سدهٔ هفدهم میلادی بسیار مفید هستند، و گاهی اوقات برای روشن ساختنِ آنچه که منابعِ داخلی بیان نمی‌کنند — مانند کشاورزی، زندگیِ تجاری، جامعهٔ شهری، زندگیِ روزمره، مردمِ عادی، دهقانان، کارگران و زنان — ضروری است. گزارشِ دو تن از وقایع‌نگارانِ ارمنی، آبْراهامْ یِرِوانْتْسی و آبْراهامْ کرِتاتْسی، برای دورهٔ تا سال ۱۷۳۸ م مهم است. تا دههٔ ۱۷۵۰ و ۱۷۶۰ م، هلندی‌ها و انگلیسی‌ها به‌ترتیب در خلیج فارس در سطحی تقلیل‌یافته به فعالیت‌شان ادامه دادند؛ و گزارشِ آنان برای مناطقِ ساحلیِ خلیج فارس، به‌ویژه در دورانِ سلطنتِ نادرشاه، ضروری است. بعضی منابعِ روسی برای بخش‌های شمالی وجود دارد. آثارِ بروسه، برای گرجستان و روابطِ آن با ایران بسیار ارزشمند است. با توجه به اجتنابِ گردشگرانِ خارجی از ایران، سفرنامه‌های اروپاییِ پس از سال ۱۷۲۲ م و پس از سلطنتِ نادرشاه از نظرِ کمی و کیفی به‌طور قابل توجهی کاهش می‌یابد. در دهه‌های اول پس از سقوطِ صفویان، هنوز شاهدِ مهمِ عینی، مُبَلِّغِ لهستانی یوداش تادِئوش کِرزینْسْکی، نوشته‌های راهبهٔ ایتالیایی چِچیلیا دِ لیاندْرو و گزارشِ بازرگان و جهانگردِ انگلیسی جوناس هنوی موجود است. دورهٔ بعد توسط هوسپ امین ایرانیِ ارمنی، و باسیل واتاتیزِ یونانی — که با نادر ملاقات کرد —، جاکوب لِرچ، که مأمورِ فرستاده از سوی نادرشاه نزد روس‌ها را همراهی کرد، ساموئل گوتلیب گِمِلین که در دههٔ ۱۷۷۰ م به‌عنوان نمایندهٔ آکادمیِ علومِ امپراتوریِ روسیه از شمالِ ایران دیدن کرد، ویلیام فِرانْکْلین، افسرِ کمپانیِ هندِ شرقی که در ‎۱۷۸۶–۱۷۸۷ م از بَنگال به ایران سفر کرد، کارْسْتِن نیبور، نقشه‌کش و کاشفِ دانمارکی و بازدیدکنندهٔ تصادفی که پس از اعزامِ هیئتی علمیِ دانمارکیِ به عربستان، به‌عنوان تنها بازمانده، در جنوبِ ایران به‌سر می‌بُرد، پوشش داده می‌شود. به‌جز فرانکلین و نیبور، همهٔ آنان تنها در شمال وقت گذرانده‌اند و هیچ‌یک به‌اندازهٔ مسافرانِ ردهٔ بعدی که در سدهٔ هفدهم میلادی از ایران دیدن کرده‌اند، بصیرت‌بخش و آموزنده نیست. در میان معدود مسافرانِ فرانسوی که پس از ۱۷۲۲ م واردِ ایران شدند، تنها ژان اوترِ سوئدی که در سال ۱۷۳۸ م به دربارِ نادرشاه رفت، لوئیز بازن، یَسوعیِ فرانسوی که به‌عنوان پزشکِ نادر خدمت می‌کرد، و مأمورِ مخفی لوئی-فرانسوآ دُ فِرنیئِر-سُوْبُف، که شاهدِ آشفتگیِ ناشی از مرگِ کریم‌خان در سال ۱۷۷۹ م بود، گیاه‌شناس آندْره میشو که به‌طور تصادفی در سال ۱۷۸۲ م در ایران گیر افتاده بود و اطلاعاتِ ارزشمندی دربارهٔ گیاهان ایران جمع‌آوری کرد و گی‌یُم آنتوآن اُلیویه، که به‌عنوان عضوِ یک مأموریتِ علمی و تجاریِ فرانسویِ انقلابی در سال ۱۷۹۶ م به ایران سفر کرد، گزارش‌هایی عینی از هر موضوعی نوشته‌اند.
منابعِ بومی و خارجی این دوران به‌طور نامتناسب با مردانِ بزرگ ادغام می‌شوند و البته بزرگ‌ترین‌شان نادرشاه و کریم‌خان هستند. هر دو به‌عنوان فرماندهانِ نظامی، موفق در ایجادِ دولت‌های شاخص با عملکردی کوتاه‌مدت و درنتیجه ایجادِ انسجام و جهت‌دهی به تاریخِ ایران در دوره‌ای آشفته و نسبتاً گیج‌کننده شدند؛ بنابراین شگفت نیست که پژوهشگرانِ مدرن در منابع‌شان در تلاش برای جمع‌آوریِ تاریخِ ایرانِ سدهٔ هجدهم، بر این دو شخصیتِ برجسته تمرکز کرده‌اند. به‌عنوان مثال، جلدِ هفتمِ تاریخ ایرانِ کمبریج، این دوره را با دو فصل پوشش می‌دهد که نادرشاه و کریم‌خان را شامل می‌شود. پژوهشگرانِ غربی به‌طور خاص شرح‌حال آموزنده‌ای از هر دو نوشته‌اند. پس از کارِ پیشگامانهٔ لارنس لاکهارت و مطالعهٔ آرونوا و اشرفیان به زبانِ روسی — که بیست سالِ بعد منتشر شد — اکنون مطالعاتی دربارهٔ زندگی و حرفهٔ نادرشاه از اِرنِست تاکِر و مایکل آکْسْوُرثی داریم، که از منابعِ ویلِم فِلُور خلاصه شده‌است. به‌تازگی، تجزیه و تحلیلی روانی–تاریخی از جنونِ احتمالی نادرشاه نیز انجام شده است. پژوهشگرانِ ایرانی با مانعِ محدودیتِ دسترسی به مطالبِ موجود روبه‌رو، و بیشتر وابسته به وقایع‌نگاریِ فارسیِ آن دوره هستند؛ بااین‌حال سهمِ قابل توجهی در این زمینه نیز داشته‌اند. در این زمینه باید از رضا شعبانی و نورالله لارودی برای دورهٔ افشاریان، و احمدپناهی سمنانی نام برد.